# Ramos Mejía
Ramos Mejía is een plaats in het Argentijnse bestuurlijke gebied La Matanza in de provincie Buenos Aires. De plaats telt 97.076 inwoners.

## Geboren
- María Elena Walsh (1930-2011), schrijfster
- Germán Delfino (1978), voetbalscheidsrechter